# Монровија (Калифорнија)
Монровија (енгл. Monrovia) град је у америчкој савезној држави Калифорнија. По попису становништва из 2010. у њему је живело 36.590 становника.

## Демографија
Према попису становништва из 2010. у граду је живело 36.590 становника, што је 339 (0,9%) становника мање него 2000. године.
| Група             | 2000.          | 2010.          |
| Белци             | 17.211 (46,6%) | 15.023 (41,1%) |
| Афроамериканци    | 3.202 (8,7%)   | 2.500 (6,8%)   |
| Азијати           | 2.594 (7,0%)   | 4.107 (11,2%)  |
| Хиспаноамериканци | 13.012 (35,2%) | 14.043 (38,4%) |
| Укупно            | 36.929         | 36.590         |